# Trận Hàm Cốc lần thứ hai
Trận Hàm Cốc lần thứ hai (chữ Hán: 函谷關之戰, Hán Việt: Hàm Cốc quan chi chiến), là cuộc chiến tranh diễn ra vào thời Chiến Quốc nhằm chống lại Tần ở phía tây, kéo dài ba năm từ 298 TCN đến 296 TCN của ba nước chư hầu Sơn Đông là Tề, Ngụy và Hàn.

## Nguyên nhân, diễn biến, kết quả
Giữa thời Chiến Quốc, hai nước Tần và Tề phát triển lớn mạnh, trở thành hai chư hầu mạnh nhất tại Trung Quốc. Sau khi đánh bại quân nước Sở ở trận chiến Thùy Sa (301 TCN), quân Tề bắt đầu thực hiện kế hoạch đánh Tần.
Năm 299 TCN, nước Tần thi hành chính sách liên hoành với nước Triệu, cắt đứt quan hệ với Tề, khiến Tề quyết định hợp tung cùng Ngụy, Hàn chống Tần, trong khi đó quân Tần được sự trợ giúp của nước Triệu.
Năm 298 TCN, liên quân ba nước dưới sự chỉ huy của tướng quốc nước Tề là Mạnh Thường Quân tiến đánh cửa ải Hàm Cốc của Tần, buộc quân Tần rút vào cố thủ không dám ra. Sang năm 297 TCN, liên quân ba nước thừa thắng tiếp tục tấn công. Đến năm 296 TCN liên quân đại thắng quân Tần ở Hàm Cốc, rồi tràn sang chiếm thành Diêm Thị. Tần Chiêu Tương vương đành phải cầu hòa, lấy đất Vũ Toại trả cho nước Hàn và Phong Lăng trả cho nước Ngụy.
Trong khi đó tại nước Yên, Yên Chiêu vương căm thù nước Tề, chỉ nuôi chí báo thù Tề chứ không liên minh với Tề. Sau khi đánh bại quân nước Tần, tướng Tề là Khuông Chương tập hợp liên quân tiến sang nước Yên, đánh bại quân Yên. Trận chiến Hàm Cốc lần thứ hai kết thúc với thắng lợi dành cho liên quân ba nước Tề, Ngụy, Hàn.
Chiến thắng ở Hàm Cốc đã giúp củng cố thế lực của nước Tề, khiến Tề tiếp tục duy trì địa vị bá chủ ở phía đông, trong khi hai nước Hàn, Ngụy lại trở thành mục tiêu báo thù của Tần, dẫn đến trận đại chiến ở Y Khuyết hai năm sau.